# Stazione di Castelraimondo-Camerino
Stazione di Castelraimondo-Camerino vasútállomás Olaszországban, Marche régióban, Castelraimondo településen.

## Vasútvonalak
Az állomást az alábbi vasútvonalak érintik:
- Civitanova-Fabriano-vasútvonal
- Castelraimondo-Camerino-vasútvonal

## Kapcsolódó állomások
A vasútállomáshoz az alábbi állomások vannak a legközelebb: 
- Stazione di Gagliole
- Stazione di Matelica